# Presa de la Bastilla
La presa de la Bastilla és un esdeveniment de la Revolució Francesa que tingué lloc el 14 de juliol de 1789.
La rendició de la Bastilla, símbol del despotisme, va fer l'efecte d'un sisme, a França com a Europa, fins a la llunyana Rússia imperial. «Fortalesa del secret, i lloc sense justícia, la Bastilla va ser la primera fita de la Revolució». El 14 de juliol de 1789, dia en què la Bastilla és presa per assalt pels Parisencs és, per tradició, considerat com l'inici de la fi de «l'Antic Règim» i el començament de la Revolució Francesa. Avui dia es la Festa Nacional de França.
Durant el regnat de Lluís XVI, França es va enfrontar a una crisi econòmica important, causada en part pel cost d'intervenir en la revolució americana i agreujada per impostos regressius, així com per males collites a finals de 1780.

## Antecedents

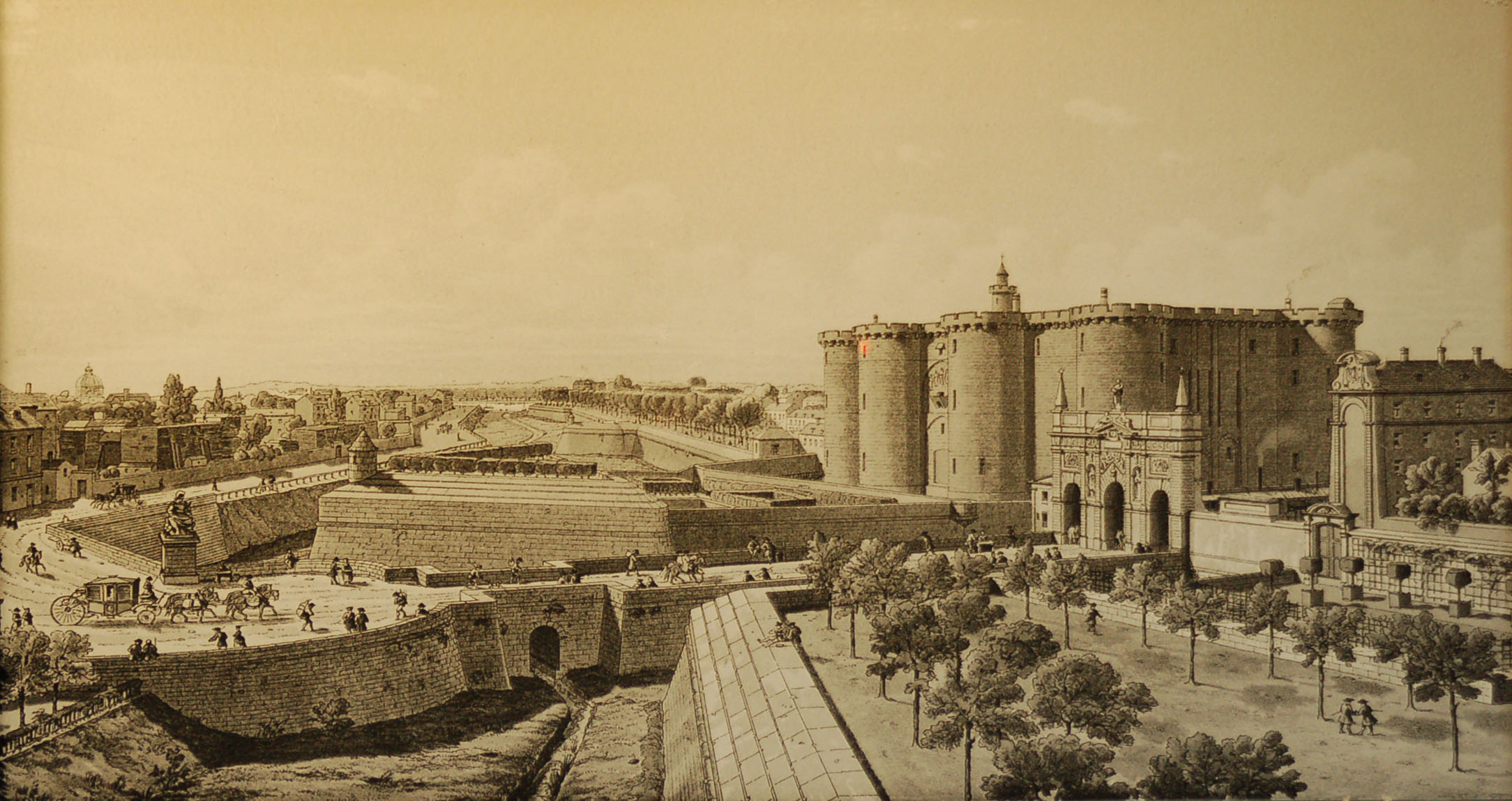
La fortalesa de la Bastilla

El 5 de maig de 1789, els Estats Generals es van reunir per tractar la qüestió de les despeses de la monarquia, però es van veure frenats pels protocols arcaics i el conservadorisme del segon estament, que representava la noblesa, la qual representava menys del 2 per cent de la població francesa.
El poble havia deixat a la Bastilla moltes víctimes de l'arbitrarietat, però es va haver de rendir a l'evidència en el moment de la seva caiguda, el 14 de juliol de 1789, que no comptava més que un grapat de falsaris, un home jove tornat boig, August Taverner, un noble incestuós i un còmplice de Robert-François Damiens, autor d'una temptativa d'assassinat sobre Lluís XV. Els altres presoners, com el marquès de Sade, ja havien estat transferits en un altre lloc poc abans. «Gairebé buida sens dubte, però sobrecarregada: sobrecarregada de la llarga història mantinguda entre la monarquia i la seva justícia.» La imatge revolucionària ha contribuït àmpliament a mantenir el mite d'una Fortalesa protegint calabossos on es podrien les víctimes de la monarquia. De fet, la Bastilla havia perdut part la seva funció de presó d'Estat. Provar que s'era present en el moment de la presa de la Bastilla va tenir un gran paper en la carrera dels que es van anomenar patriotes. Es van concedir 863 certificats de vencedor de la Bastilla com a prova de civisme. La Bastilla era el símbol de la tirania monàrquica.
La importància de la presa de la Bastilla ha estat exaltada pels historiadors romàntics, com Jules Michelet, que n'han fet un símbol fundador de la República. La fortalesa només era defensada per un grapat d'homes, però hi va haver prop de cent morts entre els assaltants. N'hi va haver sis entre els assetjats, entre els quals el governador M. de Launay.
París, prop de la insurrecció i en paraules de François Mignet, «embriagat de llibertat i entusiasme», va mostrar un ampli suport a l'Assemblea. La premsa va publicar els debats, i el debat polític es va estendre més enllà de la mateixa Assemblea a les places públiques i sales de la capital. El Palais-Royal i els seus terrenys es van convertir en el lloc d'una reunió continuada.
La multitud, sota l'autoritat de la reunió al Palais-Royal, va obrir la presó de l'Abadia per alliberar alguns granaders de la Guàrdia Francesa, que havien estat empresonats per negar-se a disparar contra la gent. L'Assemblea va recomanar que els guàrdies empresonats rebessin la clemència del rei, fossin retornat a la presó per un període simbòlic d'un dia i fossin indultat. La base del regiment, que s'havia considerat fidel, ara s'inclinava cap a la causa popular.
Des del 16 de juliol, el duc de Dorset, ambaixador d'Anglaterra i familiar del comte d'Artois, escrivia al Foreign Office: «Així, milord, s'ha acomplert la major revolució del qual la Història hagi conservat el record, i, relativament parlant, si es consideren la importància resultats, no ha costat més que ben poca sang. En aquest moment, podem considerar França com un país lliure».

## Les vigílies de la presa de la Bastilla
El poble de París estava inquiet des de feia diversos dies, tement que les tropes estrangeres que s'estaven al voltant de París acabessin sent utilitzades per reprimir la revolució. Una milícia de 48 000 homes havia estat constituïda, però sense armes.

### Diumenge 12 de juliol de 1789

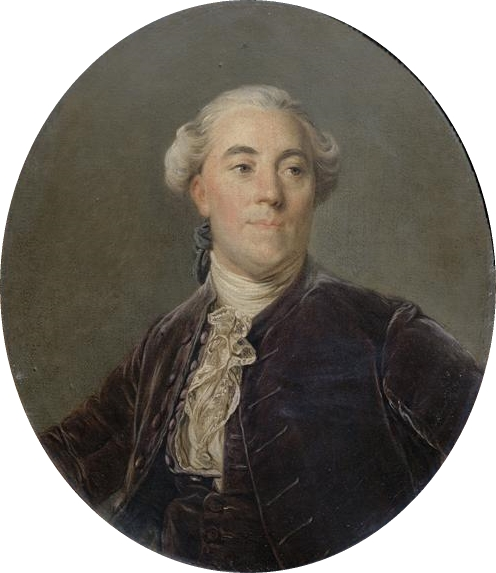
Jacques Necker

El matí del diumenge 12 juliol de 1789, els parisencs són informats de la destitució de Jacques Necker, la notícia s'estén per París. Al migdia, al Palais-Royal, un advocat i periodista llavors poc conegut, Camille Desmoulins, puja sobre una taula del cafè de Foy i arenga la multitud de passejants i crida a prendre les armes contra el govern del rei.
Als carrers de París i al jardí del Palais-Royal nombroses manifestacions tenen lloc, els busts de Jacques Necker i de Philippe d'Orléans són portats al capdavant dels seguicis. Un dels regiments de cavalleria, dit el Royal-Allemand, carrega la multitud acumulada a les Teuleries. Es compten diversos ferits, i potser un mort entre els avalotadors.
Al començament de vesprada, Pierre-Victor de Besenval al capdavant de les tropes instal·lades a París, dona l'ordre als regiments Suïssos instal·lats al Champ-de-Mars d'intervenir.

### Dilluns 13 de juliol de 1789
A la una de la matinada, quaranta de les cinquanta barreres que permeten l'entrada a París són incendiades. La multitud dels avalotadors exigeix la baixada del preu del gra i del pa.
Un rumor circula per París: al convent Saint-Lazare i a la Bastilla s'emmagatzemaria el gra; el convent és saquejat a les sis. Dues hores més tard, a l'Ajuntament hi ha una reunió dels «electors» de la capital. Al capdavant s'hi troba el prebost dels comerciants de París, Jacques de Flesselles. Enmig d'una multitud desencadenada, decideixen formar un «comitè permanent» i prenen la decisió de crear una «milícia burgesa» de 48.000 homes, per tal de limitar els brots de violència popular. Cada home portarà com a marca distintiva una escarapel·la amb els colors de París, vermell i blau. Per armar aquesta milícia, els avalotadors van saquejar el Garde-Meuble on són emmagatzemades les armes de les col·leccions antigues. Per ordre de Jacques de Flesselles es va posar en marxa la fabricació de 50000 piques. Obeint la multitud les ordres que semblaven provenir del Palais-Royal, parlaven de prendre la Bastilla.
A les cinc de la tarda, una delegació dels electors parisencs torna als Invalides per reclamar les armes de guerra que hi són emmagatzemades. El governador s'hi nega. El Tribunal no reacciona. Els electors no obtenen les armes.

## Cronologia detallada de la presa de la Bastilla el 14 de juliol de 1789

### 10 hores: Els avalotadors s'apoderen dels 30.000 a 40.000 fusells emmagatzemats alsInvalides

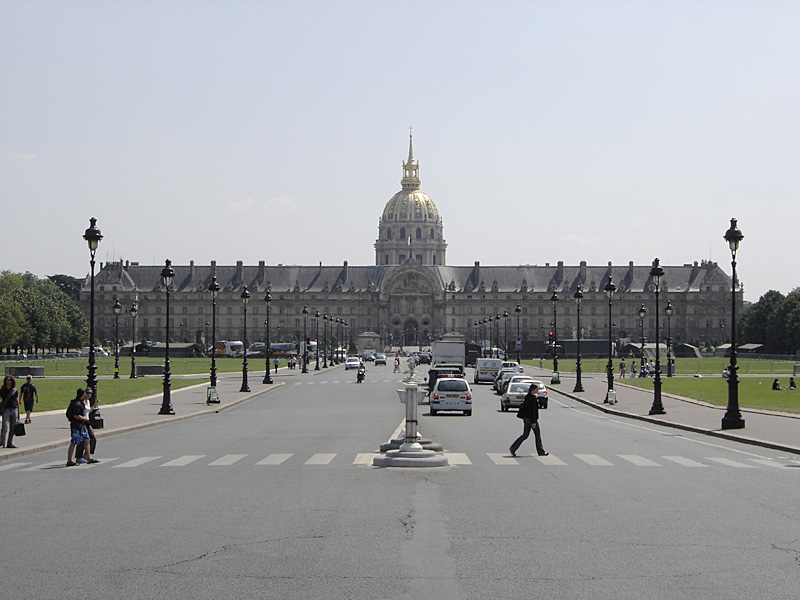
Vista dels Invalides

Davant el rebuig del governador als Invalides, una multitud enorme (de 40.000 a 50.000 persones) es presenten davant els Invalides per apoderar-se'n per la força. Per defensar els Invalides hi ha canons, però aquests no semblen preparats per obrir el foc sobre els Parisencs. A alguns centenars de metres d'allà, diversos regiments de cavalleria d'infanteria i d'artilleria acampen sobre l'esplanada del Champ-de-Mars, sota l'ordre de Pierre-Victor de Besenval. Aquest reuneix els caps dels cossos per a saber si els seus soldats caminarien sobre els avalotadors. Unànimement, responen no. És l'esdeveniment capital de la jornada. La multitud, que d'ara endavant res no pot aturar, escala els fossats dels Invalides, enfonsa les reixes, baixa als cellers i s'apodera dels 30000 a 40000 fusells de pólvora negra que hi són emmagatzemats així com de 12 canons i d'un morter. Els Parisencs estan d'ara endavant armats.

### 10 hores 30: una delegació va a la Bastilla per demanar bales i pólvora
Precipitats per la multitud dels avalotadors, els electors de la ciutat de París en reunió a l'Ajuntament, envien una delegació al governador de la Bastilla, M. de Launay, amb per a demanar la distribució de la pólvora i de les bales als Parisencs que han de formar una «milícia burgesa». Aquesta delegació és rebuda amb amabilitat, és fins i tot convidada a menjar, però se'n va sense res.

### 11 hores 30: una segona delegació va a la Bastilla
A les 11 hores 30 una segona delegació conduïda per Jacques Alexis Thuriot de la Rozière i Louis Ethis de Corny va al castell de la Bastilla. No pot obtenir res. La multitud dels avalotadors armada dels fusells presos als Invalides s'aglutina davant la fortalesa.

### 13 hores 30: els defensors de la Bastilla obren el foc sobre els assetjadors
Els vuitanta-dos defensors de la Bastilla i trenta-dos guàrdies suïssos desenganxats del regiment de Salis-Samade obeint als ordres de René-Bernard Jordan de Launay obren foc sobre els avalotadors.

### 14 hores: Una tercera delegació va a la Bastilla
Una tercera delegació va a la Bastilla, en aquesta diputació es troba l'abat Claude Fauchet.

### 15 hores: Una quarta delegació va a la Bastilla
Una quarta delegació va a la Bastilla amb Louis Ethis de Corny altre cop, es presenta davant el marquès de Launay però no obté res. Els soldats de la guarnició de la Bastilla i assetjants es llencen uns sobre els altres.

### 15 hores 30: 61 Guàrdies Francesos es presenten davant la Bastilla amb cinc canons
Un destacament de seixanta-un guàrdies francesos sota l'ordre de Pierre-Augustin Hulin, antic sergent a les Guàrdies-Suïssos es presenta davant la Bastilla. Han portat amb ells cinc canons dels Invalides. Aquests canons són posats en bateria contra les portes i el pont llevadís del castell.

### 17 hores: capitulació de la Bastilla
La guarnició de la Bastilla torna les armes, sobre promesa dels assetjadors que cap execució no tindrà lloc si hi ha rendició. Els avalotadors envaeixen la fortalesa, alliberen els set captius que hi eren empresonats i s'apoderen de la pólvora i de les bales. La guarnició de la Bastilla, presa, és portada a l'Ajuntament. Pel camí, M. de Launay és massacrat, el seu cap serà tallat al ganivet. Alguns dels invàlids troben també la mort durant el trajecte. Jacques de Flesselles és assassinat sota l'acusació de traïdoria. Els assetjadors van tenir un centenar de baixes i setanta-tres ferits.
A més a més dels presoners, la fortalesa alberga l'arxiu del tinent de policia de París que és sotmesè a un pillatge sistemàtic. És només al cap de dos dies que les autoritats prenen mesures per tal de conservar aquests rastres de la història. Ni tan sols Beaumarchais, del qual la casa és situada just de cara, no havia vacil·lat a pouar dels papers. Denunciat, els ha de restituir.

### 18 hores: Lluís XVI ordena a les tropes evacuar París
Ignorant la caiguda de la Bastilla, Lluís XVI dona l'ordre a les tropes aparcades a París d'evacuar la capital. Aquesta ordre serà portada a l'Ajuntament a les dues de la matinada.

### Els caps de les víctimes decapitades passejades a París
Els caps de M. de Launay i de Jacques de Flesselles i d'altres van ser passejats damunt d'una pica pels carrers de París, fins al Palais-Royal.

## 15 juliol 1789, 8 hores
A Versalles, en el moment del seu despertar, el duc de Rochefoucauld-Liancourt informa Lluís XVI de la presa de la Bastilla.